# Kostry Stare (gromada)
Kostry Stare – dawna gromada, czyli najmniejsza jednostka podziału terytorialnego Polskiej Rzeczypospolitej Ludowej w latach 1954–1972.
Gromady, z gromadzkimi radami narodowymi (GRN) jako organami władzy najniższego stopnia na wsi, funkcjonowały od reformy reorganizującej administrację wiejską przeprowadzonej jesienią 1954 do momentu ich zniesienia z dniem 1 stycznia 1973, tym samym wypierając organizację gminną w latach 1954–1972.
Gromadę Kostry Stare z siedzibą GRN w Kostrach Starych utworzono – jako jedną z 8759 gromad – w powiecie wysokomazowieckim w woj. białostockim, na mocy uchwały nr 24/V WRN w Białymstoku z dnia 4 października 1954. W skład jednostki weszły obszary dotychczasowych gromad Lubowicz Wielki, Kostry Śmiejki, Kostry Stare, Kostry Podsędkowięta i Lubowicz Byzie ze zniesionej gminy Klukowo w tymże powiecie. Dla gromady ustalono 10 członków gromadzkiej rady narodowej.
31 grudnia 1959 gromadę Kostry Stare zniesiono, włączając jej obszar do gromad Kuczyn (wieś Lubowicz Wielki), Klukowo (wsie Kostry Śmiejki i Lubowicz-Byzie) i Wyszonki Kościelne (wsie Kostry Stare i Kostry Podsędkowięta).